# Іміди
Іміди (рос. имиды, англ. imides):
1. Діацильні похідні амоніаку (RC=O)–NH–(R'C=O) або їх циклічні аналоги, похідні дикислот. Слабкі кислоти, в яких атом H заміщується на метал (при дії алкоголятів) або на галоген (при дії пр., NaOBr). Легко гідролізуються, відновлюються, є ацилюючими реагентами.
2. В адитивній номенклатурі, в якій імід є аналогом оксиду, термін вживається для сполук типу R3Y+–N–R (Y = N, P) та R2Z+–N–R (Z = O, S, Se, Te), які є продуктами формального приєднання групи RN= до N, P, O, S, Se, Te).
3. Солі, які мають аніон RN2–.
4. Азоіміди — N-іміди азосполук, аналогічні до азоксисполук; мають делокалізовану структуру: RN=N+(R)N–R ↔ RN–N+(R)=NR
5. Азометиніміди — 1,3-диполярні N-іміди азометинів зі структурою RN––N+(R)=CR2 _↔ RN=N+(R)C–R2. Використовується також термін азоіліди [azo ylides], який відповідає другій резонансній структурі.
6. Аміноіміди — утворені приєднанням аміну R3N до нітрену RN:.